# هنگر پایین
هنگر پایین یک روستا در ایران است که در شهرستان زرند استان کرمان واقع شده‌است. هنگر پایین ۸ نفر جمعیت دارد.

## جمعیت
این روستا در دهستان حتکن قرار دارد و براساس سرشماری مرکز آمار ایران در سال ۱۳۸۵، جمعیت آن ۸ نفر (۴ خانوار) بوده‌است.